# منطقة ليبراجد
منطقة ليبراجد (بالألبانية: Rrethi i Librazhd) هي واحدة من ستة وثلاثين منطقة تقع في ألبانيا وهي جزء من مقاطعة إلباسان. يقدر عدد سكانها بـ 63,192 نسمة ومساحتها 1,023 كم2 .